# لوثر إس. ديكسون
لوثر إس. ديكسون (بالإنجليزية: Luther S. Dixon)‏ هو محامي وقاضي أمريكي، ولد في 1825، وتوفي في 1891.